# 理想世界
理想世界（りそうせかい）は、生長の家がかつて発行していたの一般向けの雑誌（「普及誌」と称される）。青少年向け新機関誌「日時計24」の創刊に伴い、2010年3月号を最後に休刊した。

## 概要
読者対象は20~30代の青年男女。刊行は日本教文社。頒布は世界聖典普及協会。発行部数は約20万部。サイズは創刊当初はB6で、のちにB5に変更された。題目は「青年のあらゆる問題を考えるQ&Aマガジン」。信者の体験談や講師や大学教授等の談話、信徒の体験談を漫画化した「幸せがやってくる」（おかのきんや）等が掲載されていた。毎月15日発行。信者によって各家庭に無料頒布され読まれていた。